# 一城クラブ
一城クラブ（いちじょうクラブ）は、奈良県奈良市に本拠地を置き、日本野球連盟に加盟している社会人野球のクラブチームである。

## 沿革
- 1998年 - 創部
- 2004年 - 公式サイトを開設

## 主要大会の出場回数・最高成績
- JABA近畿クラブ野球交流大会 - 優勝2回（2008年、2010年）

## 元プロ野球選手の競技者登録
- 山口弘佑 - 投手→退団（元：北海道日本ハムファイターズ）